# Ayşecan Tatari
Ayşecan Tatari (Istanbul, 9 marzo 1989) è un'attrice turca.

## Biografia
Ayşecan Tatari è nata il 9 marzo 1989 a Istanbul (Turchia), da madre Aliye Uzunatağan (anche lei attrice) e ha una sorella che si chiama Tuğçe Tatari.

### Vita privata
Ayşecan Tatari dal 2017 è sposata con l'attore Edip Tepeli, dal quale ha avuto una figlia che si chiama Müjgan, nata nel 2020.

## Carriera
Ayşecan Tatari ha completato la sua formazione presso il liceo italiano di Istanbul. Nel 1992 ha fatto la sua prima apparizione come attrice nel film Tatar Ramazan Sürgünde diretto da Melih Gülgen. Nel 2000 ha ricoperto il ruolo di Nazli nella serie Evdeki Yabanci. Nel 2002 e nel 2003 ha interpretato il ruolo di Duygu Cetinoglu nella serie Çocuklar Duymasin, mentre nel 2004 e nel 2005 ha ricoperto lo stesso ruolo nella serie Çocuklar Ne Olacak. Nel 2015 ha interpretato il ruolo di Gülmisal nella serie Yılanların Öcü.

## Filmografia

### Cinema
- Tatar Ramazan Sürgünde, regia di Melih Gülgen (1992)

### Televisione
- Evdeki Yabanci – serie TV (2000)
- Çocuklar Duymasin – serie TV (2002-2003)
- Çocuklar Ne Olacak – serie TV (2004-2005)
- Yılanların Öcü – serie TV (2015)

## Riconoscimenti
- Sadri Alisik Theatre and Cinema Awards
  - 2019: Candidatura come Miglior attrice